# Santinezia heliae
Santinezia heliae is een hooiwagen uit de familie Cranaidae.